# Leptotettix longestylatus
Leptotettix longestylatus är en insektsart som beskrevs av Brunner von Wattenwyl 1895. Leptotettix longestylatus ingår i släktet Leptotettix och familjen vårtbitare. Inga underarter finns listade i Catalogue of Life.